# Necrópolis cartaginesas en Ibiza
La isla de Ibiza, en el Mediterráneo, fue colonizada por los cartagineses desde 654 a. C., y la llamaron Ybošim ("Islas del dios Bes", refiriéndose también a la isla de Formentera), nombre por el cual se conoció también a lo que es en la actualidad la ciudad de Ibiza. Funcionando como factoría naval y fortaleza estratégica.
Los arqueólogos han ido descubriendo en la isla diversas necrópolis de la época de los cartagineses. En ellas se han encontrado grandes cantidades de objetos funerarios si bien se trata, por lo general, de objetos pertenecientes a ajuares algo pobres, con pocos objetos preciosos y pocas joyas de oro. Todo lo contrario de lo que ocurre con los enterramientos cartagineses de Cádiz. En Ibiza por lo común abundan las figuras de barro cocido con collares de cuentas de vidrio, hueso y marfil y raramente algún pendiente de oro. Los historiadores y arqueólogos suponen que los cartagineses allí enterrados eran sólo capataces y servidores de las factorías que tenían establecidas en estas tierras, mientras que los empresarios y grandes comerciantes eran enterrados en Cartago (en la costa septentrional de África). En estas necrópolis se han hallado imágenes de divinidades y retratos funerarios que se depositaban en las tumbas para que el espíritu del muerto se incorporase en ellas.
Dichas necrópolis se hallan por lo general situadas en llanos reducidos, de terreno calcáreo, junto a las playas. Los sepulcros fueron excavados en la roca y algunos han llegado hasta nuestros días sin haber sido profanados, aunque la mayoría sí lo fueron, incluso con desorden y esparcimiento de tumbas, lo cual ha supuesto siempre un gran problema para la investigación de los arqueólogos.

## Puig des Molins

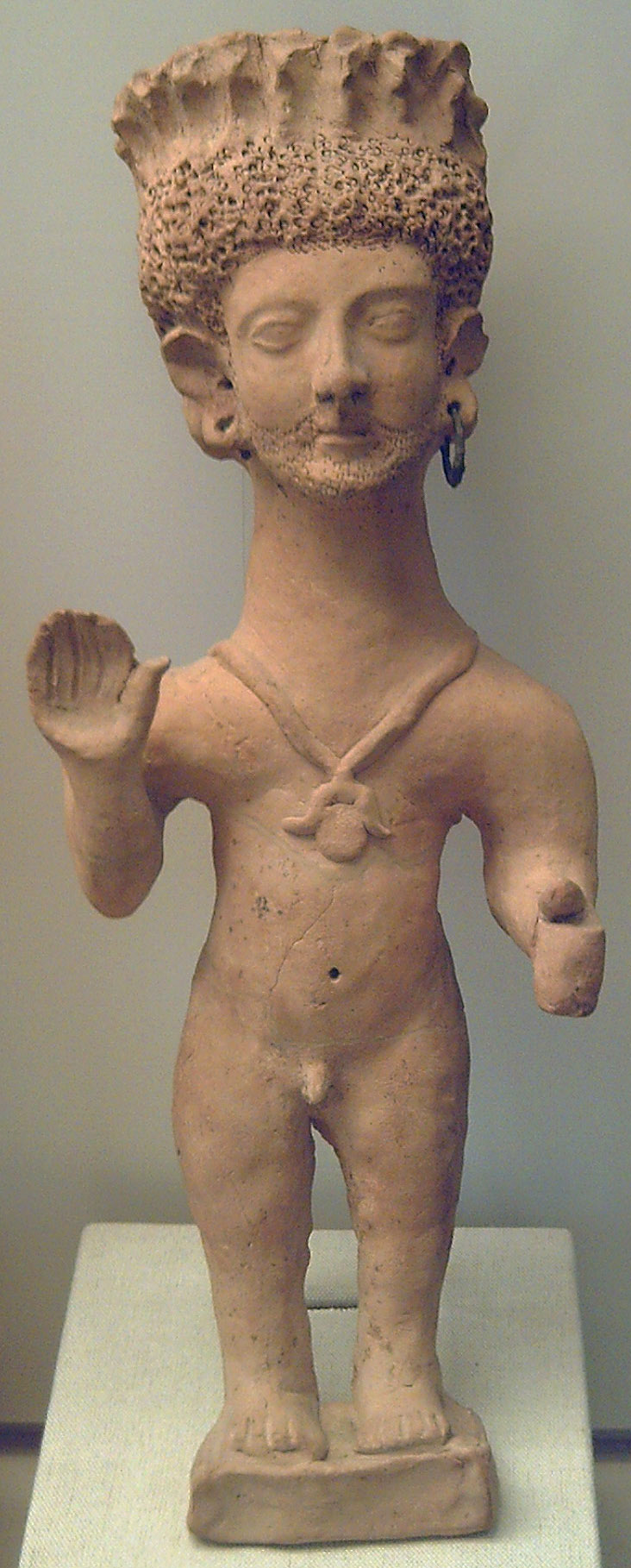
Terracota orante, Puig des Molins, s. III a. C. (M.A.N.).

La necrópolis más importante como yacimiento arqueológico es la encontrada en el Puig des Molins. Se trata de un complejo de entre 4 y 5 mil hipogeos (encontrados), perforados en la ladera del monte. Estos se componen de la cámara funeraria, donde se situaba el ajuar funerario y el sarcófago, y el pozo de entrada. La cámara era sellada con una gran losa y el pozo llenado de tierra. Eran lugares de enterramiento familiar, y las características como el tamaño variaban dependiendo de la capacidad monetaria de la familia. Los muertos más recientes se enterraban en los sarcófagos, desplazándose los anteriores al suelo de la cámara. Tanto Romanos como Islámicos aprovecharán los hipogeos púnicos para enterrarse, tanto en el pozo como en la cámara. El continuo saqueo de los ajuares durante los siglos ha llevado a la destrucción de las delgadas paredes subterráneas que separan los hipogeos para moverse entre ellos con más facilidad y discreción. Esto ha llevado a la conexión de prácticamente todas las cámaras, formando los hipogeos un sistema de túneles que recuerdan a los de una cueva. Los enterramientos son de inhumación o de cremación, dependiendo de la época en que fueran ocupados.
En ellos se han encontrado ajuares con cientos de figuras de barro cocido (incluso se han descubierto en otras excavaciones los moldes para fraguar la arcilla). Algunas son representaciones del propio difunto y otras lo son de divinidades protectoras y también de animales sagrados. Junto a ellas, se han encontrado amuletos, vasos con ofrendas, joyas (pocas veces), lucernas a modo de lamparilla o linterna, hachuelas votivas y monedas. Las representaciones divinas se refieren casi siempre a Deméter y Coré. Estas diosas recibieron adoración en todo el Mediterráneo hacia la segunda mitad del siglo V a. C.
Las representaciones del difunto unas veces son masculinas, con barba o sin ella y otras, las más numerosas, femeninas. Estas van muy decoradas con una gran riqueza ornamental, todo ello en barro. Los estilos de las figuras, desde el punto de vista del arte son de tres clases:
- egiptizantes
- púnicos (las más exuberantes)
- griegos

El hecho de que se encuentren los tres estilos se debe a que cronológicamente, los enterramientos hallados van desde el siglo V a. C. hasta la época romana.
Las figuras femeninas llevan por lo general un manto adornado con gran decoración de rosetas, palmetas, volutas, flores, roleos y temas griegos y orientales. Los brazos se cocían aparte y luego se pegaban, unas veces abiertos, otras veces oferentes y otras portando símbolos (como la figura de la imagen). La mayoría de estas figuras son representaciones de diosas, de arte griego porque según se cree hubo a lo largo de los siglos una gran aportación étnica desde la Magna Grecia (nombre que se dio en la antigüedad a las colonias griegas del sur de Italia).

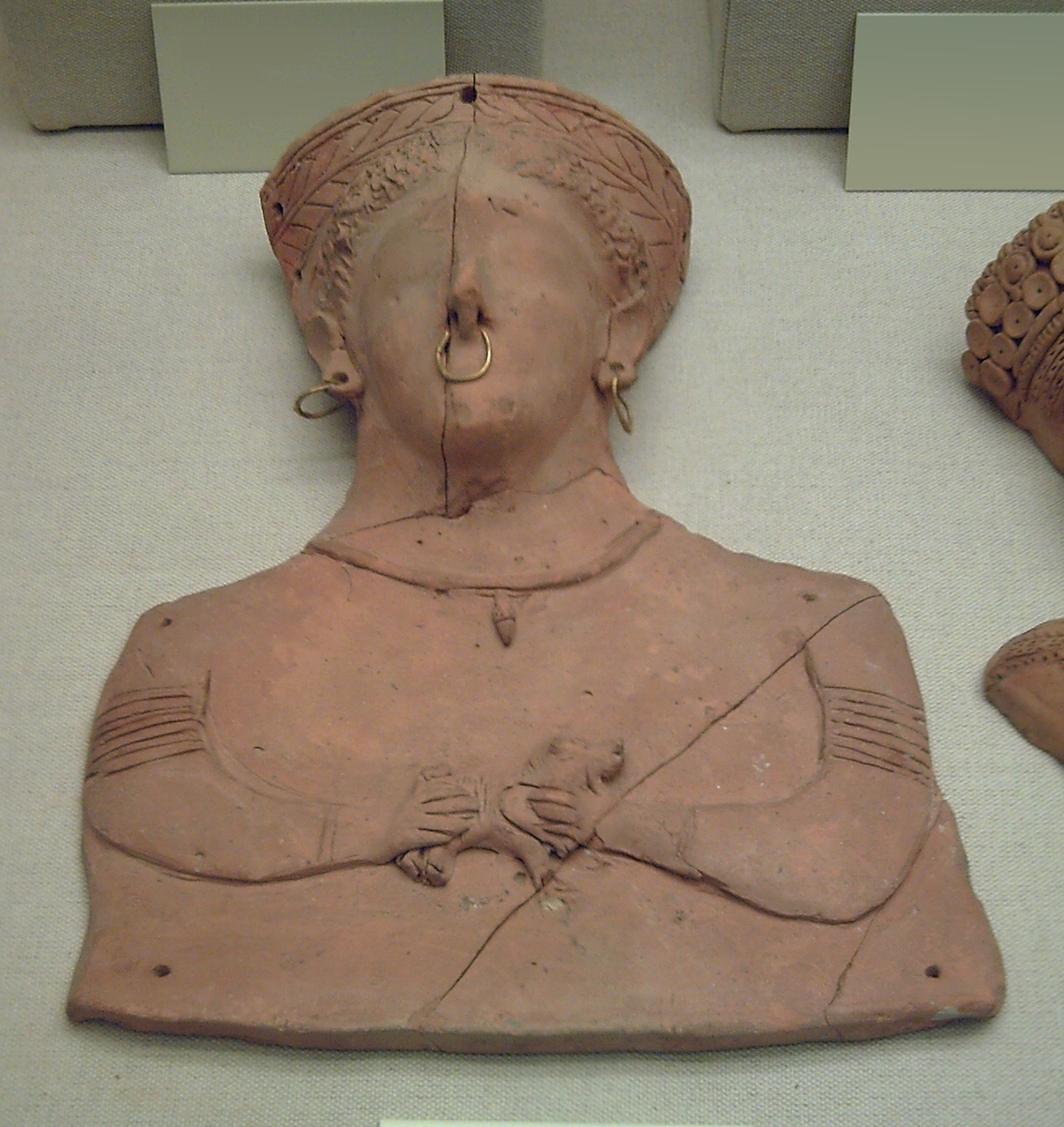
Figura femenina de arcilla del o a. C. encontrada en la necrópolis del Puig des Molins.

La imagen que aparece a la derecha de esta página es una figura femenina hecha en arcilla. Está datada en el siglo V o IV a. C. Se encontró en esta necrópolis del Puig d’els Molins. Lleva un kálathos (o sombrero de diosa subterránea) en la cabeza, un tipo de corona que otorga una categoría divina después de la muerte, como una especie de premio por la devoción que sintió la difunta hacia la diosa Ashtoreth (Astarté) de los cartagineses. En las manos sujeta un pequeño cerdo (un símbolo). Apenas lleva joyas. Tiene la fisonomía semítica y sus orejas están perforadas para lucir aretes, así como el cartílago divisorio de la nariz para colgar el anillo que llevaban las orientales. Otras estatuillas parecidas muestran varios orificios en las orejas en lugar de uno solo. Esta pieza se halla actualmente en el Museo Arqueológico Nacional de España, en Madrid.
La necrópolis de Puig des Molins forma parte del sitio Patrimonio de la Humanidad denominado «Ibiza, biodiversidad y cultura», declarado por la Unesco en 1999.